# Шаплыко, Александра Александровна
Александра Александровна Шаплыко (бел. Аляксандра Аляксандраўна Шаплыка; 10 [22] апреля 1893, Маковичи, Бобруйский округ — 3 декабря 1988, Сорочи, Минская область) — бригадир колхоза «Чырвоная змена» Любаньского района Бобруйской области, Белорусская ССР. Герой Социалистического Труда (1949).

## Биография
Родилась в 1893 году в крестьянской семье в деревне Маковичи Глусского района Бобруйского уезда. С 1930 года трудилась полеводом в колхозе. После Великой Отечественной войны переехала в Любанский район, где стала работать в колхозе «Красная смена» Любанского района. Возглавляла бригаду по выращиванию кок-сагыза.
В 1947 году бригада Александры Шаплыко собрала в среднем по 35 центнеров кок-сагыза и в 1948 году — по 80 центнеров кок-сагыза с каждого гектара, что стало одним из самых высоких достижений в СССР. 
Скончалась в 1988 году.

## Награды
Указом Президиума Верховного Совета СССР от 28 марта 1949 года удостоена звания Героя Социалистического Труда с вручением ордена Ленина и золотой медали «Серп и Молот».

## Память
Памятный знак в честь А. А. Шаплыко на Алее Славы в Глуске.